# Stirb langsam 4.0
Stirb langsam 4.0 (Originaltitel Live Free or Die Hard) ist ein US-amerikanischer Actionfilm aus dem Jahr 2007 und der vierte von fünf Teilen der Stirb-langsam-Reihe. Regie führte Len Wiseman.

## Handlung
Washington, D.C. sowie der gesamte Osten der Vereinigten Staaten werden von einer neuen Art von Terrorismus bedroht: Eine Gruppe um den Terroristen und ehemaligen Pentagon-Sicherheitsexperten Thomas Gabriel und seine Partnerin Mai Linh bringt zum Unabhängigkeitstag am 4. Juli die wichtigsten Computernetzwerke des Landes unter ihre Kontrolle und so die Infrastruktur – Transportwesen, Kommunikation, Strom – fast vollständig zum Erliegen. Damit wird ein sogenannter „Firesale“ (Bezeichnung für Panikverkäufe von Finanztiteln an der Börse) ausgelöst.
John McClane soll nach dem Angriff auf das FBI-Netzwerk zunächst eigentlich nur den Hacker Matthew Farrell abholen und zum FBI bringen, damit dieser dort verhört werden kann. Allerdings versuchen Unbekannte, Farrell noch in dessen Wohnung zu töten. Er kann nur mit McClanes Hilfe entkommen, der die Angreifer ausschaltet und mit Farrell flüchtet. Kurz darauf stellt sich heraus, dass Farrell und sieben weitere Hacker Gabriel den Zugriff auf das gesamte Netzwerk an der Ostküste der Vereinigten Staaten ermöglicht haben, weil Gabriel sie mit dem Vorwand getäuscht hatte, ein neuartiges Sicherheitssystem zu testen. Den Gefolgsleuten von Gabriel gelingt es, bis auf Farrell alle anderen Hacker zu töten.
Als McClane klar wird, dass Gabriel hinter der Sabotage des Netzwerkes steckt, nimmt er das Heft in die Hand und jagt gemeinsam mit Farrell die Verbrechergruppe Gabriels.
Gabriel möchte die Mechanismen der von ihm angegriffenen Behörden ausnutzen, um diese durch den Firesale abzulenken und mit sich selbst zu beschäftigen, damit er sämtliche Finanzdaten der Vereinigten Staaten stehlen kann, die nach den Terroranschlägen vom 11. September 2001 in einer getarnten Außenstelle der NSA gesichert wurden. Mit Hilfe des Hackers Warlock erfahren McClane und Farrell davon und machen sich auf den Weg, Gabriel aufzuhalten.
McClane kann fast die Hälfte aller seiner Gegenspieler ausschalten, bevor Gabriel seine Tochter entführt, um sie als Druckmittel zu benutzen, und Farrell ebenfalls gefangen nimmt. Farrell gelingt es jedoch zuvor noch, den Zugriff auf alle Daten zu verschlüsseln, die Gabriel in seinen Besitz gebracht hat. Gabriel flieht mit Farrell und Lucy als Geiseln und wird von McClane mit einem Truck verfolgt. Dabei wird McClane von einem F-35B-Kampfjet angegriffen, den Gabriel durch ein Täuschungsmanöver für seine Zwecke benutzt. Es gelingt McClane schließlich, sämtliche Verbrecher und zuletzt auch Gabriel unschädlich zu machen, sowie seine Tochter und Farrell zu befreien. Am Ende beginnen sich Lucy und Farrell (sehr zu McClanes Ärger) füreinander zu interessieren.

## Produktion

### Dreharbeiten

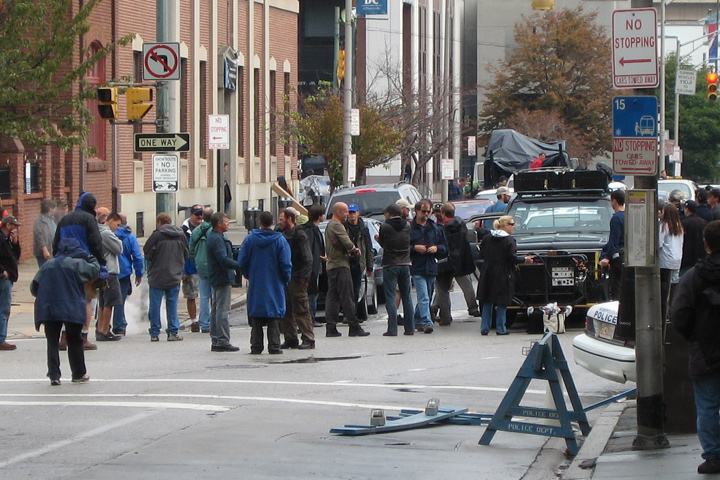
Die Dreharbeiten fanden ab September 2006 in Baltimore statt

Die Dreharbeiten begannen am 28. September 2006 in Baltimore. Weitere Drehorte waren Los Angeles und Washington, D.C. Während der Dreharbeiten hätte Bruce Willis durch einen missglückten Stunt fast ein Auge verloren. Nach Angaben der Produzenten wurde in diesem Film versucht, die computergestützten Grafikeingriffe (Spezialeffekte etc.) so unauffällig wie möglich vorzunehmen, um den Film möglichst realistisch wirken zu lassen. Damit wolle man sich von den typischen CGI-Filmen wie Transformers oder 300 abheben. Insgesamt wurden über 200 Szenen per Computer verändert. Der offizielle Filmstart in vielen Ländern war der 27. Juni 2007.

### Schnittfassungen
Auf Wunsch des Studios wurde der Film vor seinem Erscheinen geschnitten, um in den Vereinigten Staaten die Einstufung PG-13 zu bekommen, in Deutschland erhielt die geschnittene Fassung von Stirb langsam 4.0 von der FSK eine Altersfreigabe ab 16 Jahren.
Im Jahr 2008 durfte Regisseur Len Wiseman seine ursprüngliche Schnittfassung wiederherstellen, die zunächst auf DVD und 2013 auch auf Bluray veröffentlicht wurde. Dieser sogenannte Recut ist um sieben Sekunden kürzer als die Kinofassung.

## Rezeption

### Kritiken
„Die Rolle des McClane im furiosen Actionthriller ‚Stirb langsam‘ hat Bruce Willis vor knapp zwanzig Jahren berühmt gemacht – und bis heute haben die Figur und ihr Protagonist nichts von ihrer Faszination eingebüßt: Auch mit 52 Jahren macht Willis als Actionheld eine mehr als gute Figur. Schade nur, dass die nicht in einem besseren Film auftaucht. So geht es im inzwischen vierten Teil der erfolgreichen Thriller-Reihe vergleichsweise gemächlich zu – keine Spur vom Achterbahnkino der ersten Folgen. In über zwei Stunden Spielzeit bleibt ja auch reichlich Raum für Leerlauf. Hinzu kommt, dass der Schurke wenig furchteinflößend und die Action teilweise übertrieben fantastisch wirkt. Weniger wäre hier tatsächlich mehr gewesen. […] Fazit: Teils furioser, doch meist mittelmäßiger Reißer, der die hohen Erwartungen der Fans nicht erfüllt.“

„Bruce Willis belebt zum vierten Mal lustvoll die Figur des coolen und zugleich verletzbaren Cops, mit der er in den 1980er-Jahren Kinogeschichte schrieb. Das ist spektakulär und rasant und in der Ausgestaltung der Hauptrolle auch nicht ohne amüsanten Reiz, und doch bleibt das Drehbuch des soliden Actionfilms etwas zu einfallslos und wirkt die Action allzu irreal und übertrieben.“

### Einspielergebnis
Stirb Langsam 4.0 spielte bei einem Produktionsbudget von 110 Mio. US-Dollar weltweit insgesamt 383 Millionen US-Dollar ein und ist damit der finanziell erfolgreichste Teil der gesamten „Stirb Langsam“-Reihe.

## Synchronisation
Die deutsche Synchronisation erfolgte durch das Synchronstudio Berliner Synchron AG (seit 2020 Iyuno Germany GmbH).
Das Dialogbuch erstellte Andreas Pollak, die Dialogregie übernahm Thomas Danneberg, der auch als langjähriger Synchronsprecher für Schauspieler wie z. B. Terence Hill, Arnold Schwarzenegger, Sylvester Stallone oder John Travolta bekannt ist.
| Darsteller              | Deutscher Sprecher        | Rolle                                 |
| ----------------------- | ------------------------- | ------------------------------------- |
| Bruce Willis            | Manfred Lehmann           | John McClane                          |
| Timothy Olyphant        | Peter Flechtner           | Thomas Gabriel                        |
| Justin Long             | Julien Haggège            | Matthew Farrell                       |
| Mary Elizabeth Winstead | Tanya Kahana              | Lucy Gennaro/McClane                  |
| Maggie Q                | Vera Teltz                | Mai Linh                              |
| Cliff Curtis            | Torsten Michaelis         | Miguel Bowman                         |
| Jonathan Sadowski       | Marcel Collé              | Trey                                  |
| Kevin Smith             | Lutz Schnell              | Warlock / Frederick „Freddie“ Kaludis |
| Željko Ivanek           | Bernd Vollbrecht          | Molina                                |
| Andrew Friedman         | Gerald Schaale            | Casper                                |
| Edoardo Costa           | Sebastian Christoph Jacob | Emerson                               |
| Cyril Raffaelli         | Tobias Kluckert           | Rand                                  |
| Yorgo Constantine       | Oliver Siebeck            | Robert Russo                          |
| Sung Kang               | Björn Schalla             | Raj                                   |
| Christina Chang         | Sabine Arnhold            | Taylor                                |
| Joe Gerety              | Frank-Otto Schenk         | Jack Perry                            |
| Tim Russ                | Michael Iwannek           | Chuck Summer                          |
| Chris Ellis             | Axel Lutter               | Jack Scalvino                         |

## Trivia
- Im Film wird von einem „Firesale“ gesprochen. In der englischen Originalbedeutung ist dies ein Ausverkauf beschädigter Gegenstände nach einem Brandschaden[12] und der Begriff wird mittlerweile auch für Panik- bzw. Notverkäufe von Derivaten an der Börse benutzt, eine Verwendung im Zusammenhang mit einem Cyberangriff war vor Erscheinen des Films jedoch nicht bekannt.
- In der Szene, in der McClane und Farell zum Polizeiwagen gehen, um zum FBI-Hauptquartier zu fahren, stellt sich der Fahrer des Wagens als „Agent Johnson“ vor, worüber sich McClane wundert. Im ersten Teil der Reihe heißen die beiden FBI-Agenten, die bei der Explosion des Daches des Nakatomi Tower ums Leben kommen, ebenfalls Johnson.
- Die aus den vorherigen Teilen der Filmserie bekannten Elemente des unterstützenden Freundes bzw. Sidekicks sowie eines gesuchten Gegenstandes („MacGuffin“) finden sich auch in diesem Film wieder: in diesem Fall entwickelt sich Matthew Farrell von der Zielperson zum unterstützenden Begleiter, des Weiteren ist er ständig vergeblich auf der Suche nach etwas zu essen.